# 段文操
段文操，隋朝军事人物，北海郡期原县人。西晋辽西鲜卑族首领段匹磾的八世孙，北周段威的儿子，兵部尚书段文振的弟弟。
隋炀帝大业年间，段文操为武贲郎将，性情非常刚正严厉。隋炀帝令他督秘书省学士。当时学士都很儒雅，段文操动辄鞭挞文士，前后可能至千余次，被当时议论者鄙视。